# Hebella scandens
Hebella scandens är en nässeldjursart som först beskrevs av V.S. Bale 1888.  Hebella scandens ingår i släktet Hebella och familjen Hebellidae. Inga underarter finns listade i Catalogue of Life.